# Pi Lupi
Pi Lupi (π Lupi / π Lup) è un sistema stellare nella costellazione del Lupo, di magnitudine apparente +3,89. Dista 440 anni luce dal sistema solare e, come α Lupi, β Lupi ed altre stelle della costellazione, fa parte dell'associazione Scorpius-Centaurus, e in particolare del gruppo Centauro superiore-Lupo. 

## Caratteristiche fisiche
Pi Lupi è una stella multipla. Le due componenti visibili formano una larga doppia con una separazione visuale tra loro di 1,6 secondi d'arco, e un periodo orbitale di 517 anni. La loro magnitudine è rispettivamente 4,6 e 4,8, ed entrambe, a loro volta, sono delle binarie spettroscopiche. 
Il tipo spettrale della prima coppia di stelle è B5V, cioè quello di stelle bianco-azzurre di sequenza principale, mentre la classe spettrale combinata della seconda coppia risulta essere B5IV.